# I Won't Let the Sun Go Down on Me
I Won't Let the Sun Go Down on Me è un singolo del cantautore britannico Nik Kershaw, pubblicato il 16 settembre 1983 come primo estratto dal primo album in studio Human Racing. L'anno successivo ci fu una riedizione del singolo e questa versione venne pubblicata come quarto singolo estratto sempre dallo stesso album, diventando questa volta il singolo di Kershaw con maggior successo nelle classifiche. Contiene come B-side la canzone Dark Glasses, non inclusa nell'album.

## Arrangiamento musicale
La canzone è stata scritta in origine come canzone di protesta popolare.
La melodia principale è stata realizzata con un Oberheim OB-8 suonato da Paul Wickens.

## Video musicale
Sono stati realizzati due diversi videoclip di questa canzone.
Il video originale è stato girato nel 1983 nei pressi di un castello medievale nel Kent, in Inghilterra.
Con la riedizione dell'anno successivo del singolo, per la canzone è stato girato un video live, che ritrae Kershaw che si esibisce in un concerto.

## Versione di Jonas Ekfeldt
Nel giugno 1996 il cantante svedese Jonas Ekfeldt ha realizzato una cover in versione reggae, pubblicata come primo singolo estratto dall'album Land of Sunshine del 1997, modificando il titolo in I Won't Let the Sun Go Down.